# Буробрюхий трагопан
Буробрю́хий трагопа́н, или китайский трагопан (лат. Tragopán cáboti) — вид трагопанов, птиц семейства фазановых.

## Название
Латинское научное название caboti присвоено виду в честь Сэмюэла Кэбота III (1815—1885) — американского врача и орнитолога.

## Описание
Самцы достигают длины примерно 61 см и весят в среднем 1,4 кг. Самки меньше, длиной 50 см и массой в среднем 900 г. Телосложение коренастое, хвост короткий. У взрослого самца бока головы, затылок и неоперившиеся части головы оранжево-жёлтые. Оперение полностью формируется на втором году жизни. На голове по обеим сторонам вершины благодаря пещеристым телам образуются мясистые шишки, на горле с тонким оперением, ярко окрашенная кожа в форме лацкана. Остальная часть головы чёрная. Верхняя сторона тела каштановая с крупными светлыми пятнами. Грудь и нижняя часть брюха кремово-белые. В оперении самок доминируют коричневые тона.

## Распространение
Буробрюхий трагопан — эндемик горных лесов Юго-Восточного Китая. Область распространения простирается с северо-востока Гуанси вплоть до севера Гуандун и юго-востока Хунань, северо-запада Фуцзянь и юга Чжэцзян. Популяция сильно фрагментирована и встречается лишь в изолированных, абсолютно нетронутых лесах.

## Экология
Обитает в вечнозелёных смешанных лесах. Зимой птицы встречаются на высоте от 800 до 1000 м, а летом поднимаются на высоту от 800 до 1400 м над уровнем моря.

## Питание
Буробрюхий трагопан питается орехами и семенами нескольких деревьев. Наиболее крупные популяции обитают в местах произрастания волчелистника крупноножкового (Daphniphyllum macropodum).

## Размножение
Период размножения начинается в марте. Репродуктивный возраст наступает со второго года и достигает максимума к 13 годам. Сначала самцы остаются с одной самкой. Когда самка начинает высиживание, самцы объединяются с другими самцами или спариваются с новой самкой.
В кладке от 3 до 5 яиц. Самка заботится о подрастающем поколении в одиночку.

## Замечания по охране
Внесён в список Conservation of Nature and Natural Resources как уязимый (VU) виз (IUCN 2008). Включен в Приложение I СИТЕС (CITES 2000). Общая численность в природе менее 5000 особей. Основными лимитирующими факторами являются прокладка авто- и железных дорого, фрагментирующих популяцию, а также сведение лесов под сельскохозяйственные нужды.

## Классификация
Tragopan caboti (Gould, 1857), как Ceriornis Caboti (протоним) в Proc. Zool. Soc. London, Part 25, no.337 p. 161.

### Подвиды
- Tragopan caboti subsp. caboti — номинативный подвид
- Tragopan caboti subsp. guangxiensis Cheng & Wu, 1979 — Южно-Китайские горы на севере Гуанси-Чжуанского автономного района[7]